# Phyllonorycter blancardella

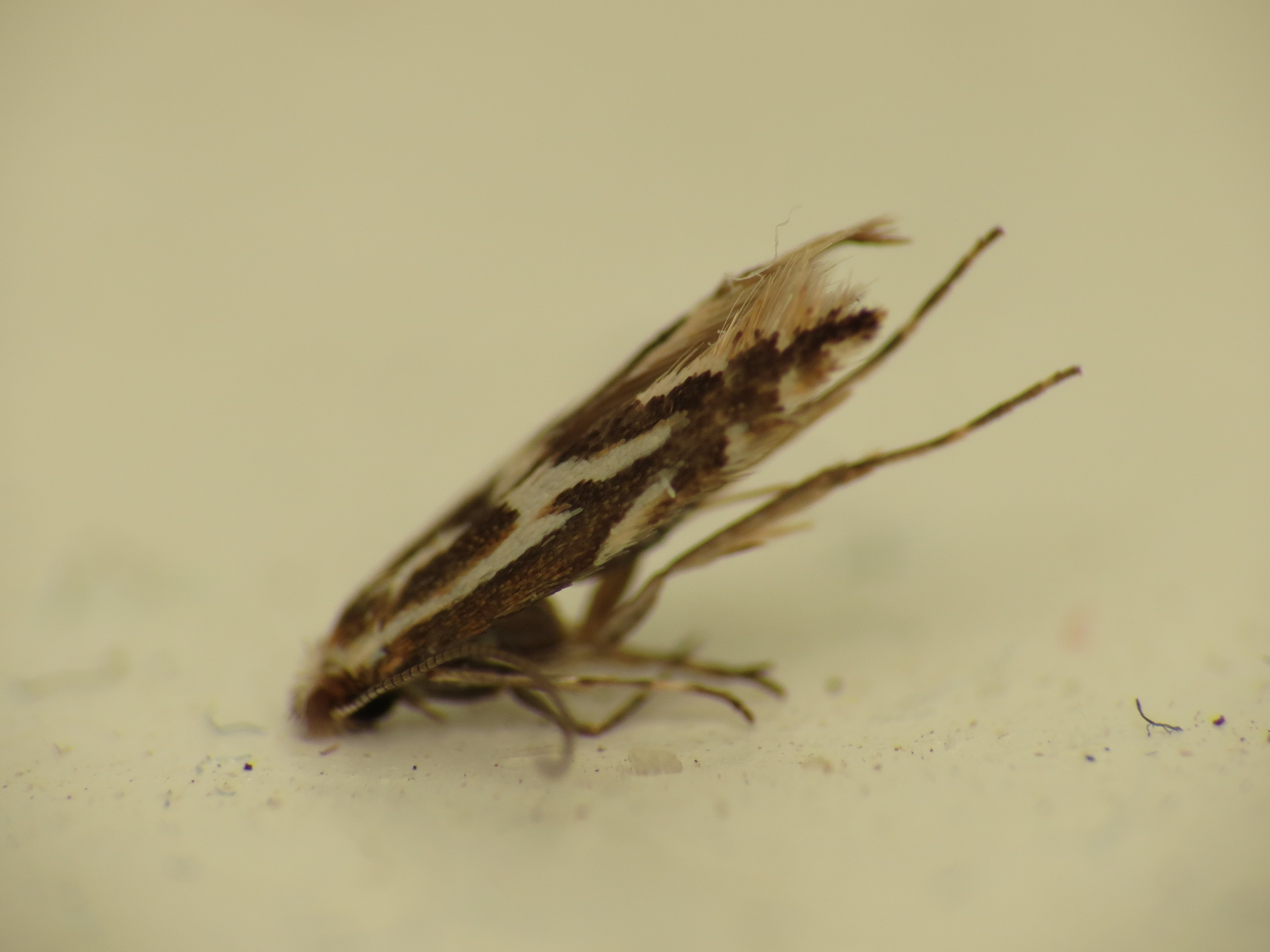
Imagen de una Phyllonorycter blancardella Fabricius.

El minador manchado tentiforme (Phyllonorycter blancardella) es una polilla del género Phyllonorycter, familia Gracillariidae. Se encuentra en toda Europa, al este de Ucrania y Anatolia central. También es conocida en toda América del Norte, incluyendo Nueva Escocia, Quebec, Ontario, Wisconsin y California.
Su envergadura es de 6 a 9 milímetros. Su color principal es anaranjado, a menudo con una pizca oscura de escamas negruzcas. Las rayas blancas a veces se unen para formar marcas más grandes.
Los adultos emergen en mayo y nuevamente en agosto en dos generaciones en Europa occidental.
Las larvas se alimentan de Malus angustifolia, Malus x astracanica, Malus baccata, Malus coronaria, Malus domestica, Malus floribunda, Malus fusca, Malus ringo, Malus x robusta y Malus sylvestris. Extraen las hojas de su planta huésped. La mina tiene la forma de una mina tentiforme de superficie inferior. La epidermis es de color amarillo verdoso y tiene algunos pliegues. La pupación tiene lugar dentro de la mina. La pupa es de color ámbar o marrón castaño y está hecha dentro de un capullo blanco.

## Control
El minador de hojas tentiforme manchado es una plaga grave de varias especies de manzanas (Malus), junto con la polilla minadora de hojas de la mancha de manzana (Phyllonorycter crataegella) y otras. La infestación puede resultar en una reducción del rendimiento del cultivo. Ambas especies, como muchas otras plagas, muestran una creciente resistencia a los insecticidas organofosforados y piretroides sintéticos.
Dos especies de avispas muy pequeñas, la eulófida Sympiesis marylandensis y la bracónida Pholetesor ornigis, son parásitos tanto de P. blancardella como de P. crataegella. El control biológico incluye reducir el uso de insecticidas de amplio espectro, ayudando a que estos y otros parasitoides prosperen y reduzcan el daño causado por los minadores de hojas. El mantillo de las hojas caídas también puede permitir que las lombrices de tierra arrastren fragmentos bajo tierra.